# Джордж Хърбърт Карнарвън
Джордж Едуард Станхоуп Молиню Хърбърт, пети граф на Карнарвън (на английски: George Edward Stanhope Molyneux Herbert, 5th Earl of Carnarvon, 26 юни 1866 – 5 април 1923), пети граф Порчестър и пети граф на Карнарвън, е британски египтолог, патрон и помощник на археолога Хауърд Картър в разкриването на гробницата на Тутанкамон. Завършва Итънския колеж и Тринити Колидж в Оксфордския университет.
Започва разкопки в Тива през 1906 г., но понеже е аматьор, скоро изпитва нужда от професионалист и търси помощта на Картър. Заедно публикуват труд, който е обобщение на работата им – „Пет години изследване на Тива“. Разкопките продължават след Първата световна война и през 1922 г. Картър открива гроба на Тутанкамон.
Жени се на 26 юни 1895 г. за Олмина Виктория Мария Александра Умуел.
Карнарвън умира в болница в Кайро от усложнение и инфекция, вследствие ухапване от комар.